# Замок Драмбоу

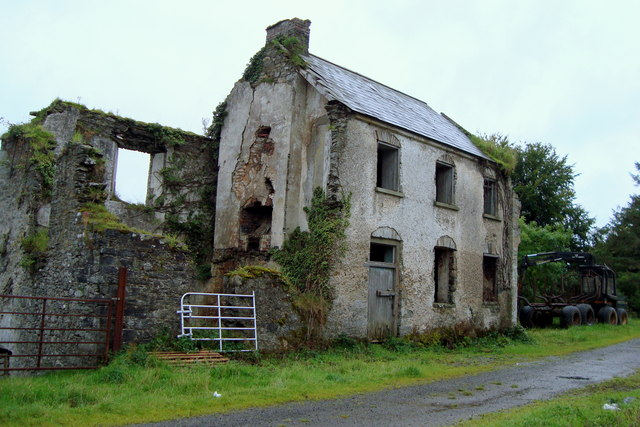
Руїни замку Драмбоу.

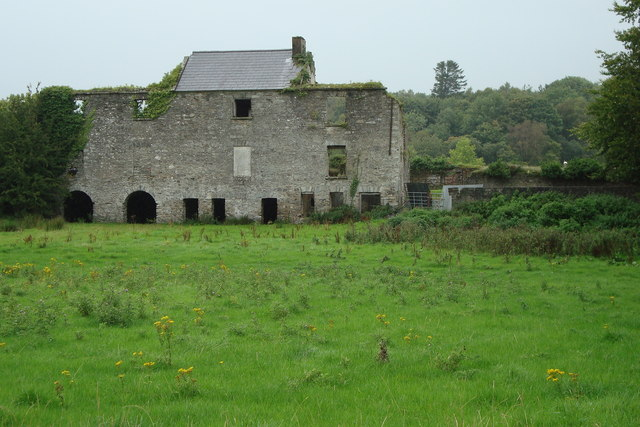
Тильна сторона замку Драмбоу.

Замок Драмбоу (англ. — Drumboe Castle) — один із замків Ірландії, розташований біля селища Странорлар, графство Донегол.

## Історія замку Драмбоу
У 1622 році Роберт Редінгтон продав маєток в Баллібофі серу Ральфу Бінглі. Бінглі побудував оригінальний замок Драмбоу, що мав чотири великі башти. Замок захищав брід через річку.
Після смерті сера Ральфа Бінглі в 1641 році його вдова — леді Джейн і Роберт Харрінгтон не отримали право на власність щодо замків та земель. Землі і замок тоді перейшли у власність генерального прокурора Ірландії сера Вільяма Базіла. Він помер в 1693 році.
Нащадок сера Вільяма Базіла — Вільям Базіл (при народженні він отримав ім'я Вільям Болл, але поті він змінив ім'я на Вільям Базіл) одружився p Френсіс Доудсвелл у 1736 році. Їх дочка — Мері Базіл вийшла заміж за сера Семюеля Хейса — І баронета Хейс і через цей шлюб замок Драмбоу став твердинею баронетів Хейс і був таким з 1789 по 1912 рік.
Під час повстання за незалежність Ірландії та громадянської війни в Ірландії замок Драмбоу став головним штабом для сил Ірландської вільної держави в графстві Донегол.
Замок став місцем сумно відомої різанини під час громадянської війни. 14 березня 1923 року, чотири солдати загонів ІРА, що боролися проти договору Ірландії з Векликобританією, а саме: Чарльз Дейлі (26 років), Шон Ларкін (26 років), Даніель Енрайт (23 роки), і Тімоті О'Салліван (23 роки), були узяті в полон і сиділи в замку три місяці, а потім були розстріляні в помсту за смерть солдата Національної армії, що потрапив у засідку.
Частина замку — будинок у георгієвському стилі бу знесений у 1945 році. Нині замок перебуває в руїнах.